# Dieu sait quoi
Pour plus de détails, voir Fiche technique et Distribution.
Dieu sait quoi est un film franco-belge réalisé en 1994 par Jean-Daniel Pollet et sorti en 1997.

## Synopsis
Dieu sait quoi est une adaptation libre des poèmes de Francis Ponge. Ce poème visuel montre des objets du quotidien dans toute leur simplicité tandis que Michael Lonsdale lit des extraits de la poésie pongienne et que les anciens films de Jean-Daniel Pollet passent sur un téléviseur. Du galet à la lampe en passant par la cruche, le film explore le monde des choses qui entourent la ferme du Cadenet où vit Jean-Daniel Pollet depuis son accident.

## Fiche technique
- Titre : Dieu sait quoi
- Réalisation : Jean-Daniel Pollet
- Scénario : Jean-Daniel Pollet, d'après les textes de Francis Ponge
- Photographie : Pascal Poucet
- Son : Antoine Ouvrier
- Musique : Antoine Duhamel
- Production : Films 18 - Ilios Films
- Pays :  France -  Belgique
- Durée : 90 minutes
- Date de sortie : 
  - France : 15 janvier 1997

## Distribution
- Michael Lonsdale : narrateur